# Арьес, Филипп
Фили́пп Арье́с (фр. Philippe Ariès; 21 июля 1914, Блуа — 8 февраля 1984, Париж) — французский историк, автор работ по истории повседневности, семьи и детства. Предметом его наиболее известной книги «Человек перед лицом смерти» является история отношения к смерти в европейском обществе. Автор трудов, посвящённых детству, ребёнку и отношению к нему при «старом порядке», преимущественно в XVI—XVIII вв. В своих работах показал, что отношение к детству и восприятие смерти суть важные предметы исторического анализа.

## Личность
Вырос, по собственному утверждению, в роялистском «оазисе», где окружение составляли «наследники Шовена». 
Арьес занимал уникальное положение в мире французских интеллектуалов. Большую часть жизни он не имел академического статуса: почти сорок лет он проработал на руководящей должности в департаменте, занимающемся импортом во Францию тропических фруктов. В частности, он внёс вклад в техническое и информационное перевооружение службы импорта. Сам себя Арьес называл «воскресным историком», имея в виду, что он работает над историческими трудами в минуты отдыха от основного места службы. Так называется его автобиографическая книга, изданная в 1980 году (Un historien du dimanche). При жизни Арьеса его работы были гораздо больше известны в англоязычном мире (переводились на английский с 1960-х годов), нежели в самой Франции. Лишь в 1978 году он получил запоздалое академическое признание и пост в Высшей школе социальных наук, директором которой был историк Франсуа Фюре.
Сам Арьес считал себя «правым анархистом». Был близок к ультраправой организации Аксьон франсез, однако со временем дистанцировался от неё как от слишком авторитарной. Сотрудничал с монархическим изданием La Nation française. Однако это не мешало ему состоять в тесных отношениях с рядом левых историков, в особенности с Мишелем Фуко.

## Работы

### Ребёнок и семейная жизнь при старом порядке
Книга, вышедшая во Франции в 1960 году является одной из наиболее важных работ по истории детства, так как по существу была первой значительной работой посвящённой этому вопросу. В своей работе Арьес выдвигает тезис о том, что в средневековом обществе, идеи детства как таковой не существовало. Отношение к детям развивалось с течением времени по мере изменения экономической и социальной ситуации. Детство как понятие и как специфическая роль в семье возникает в XVII веке.

### Человек перед лицом смерти
Работа «Человек перед лицом смерти» издана в 1977 году, на русском языке — в 1992.
Главный тезис Арьеса, развиваемый им в книге: существует связь между установками в отношении к смерти, доминирующими в данном обществе на определённом этапе истории, и самосознанием личности, типичной для этого общества. Поэтому в изменении восприятия смерти находят своё выражение сдвиги в трактовке человеком самого себя.
Арьес намечает пять главных этапов в изменении установок по отношению к смерти.
Первый этап (обозначенный выражением «все умрём») — это состояние «приручённой смерти», остающееся стабильным в широких слоях населения, начиная с архаических времён до XIX в., (или даже до наших дней). Данным термином («приручённая смерть») Арьес подчеркивает, что люди на этом этапе относились к смерти как к обыденному явлению, которое не внушало им особых страхов. Человек органично включен в природу, и между мёртвыми и живыми существует гармония. Поэтому «прирученную смерть» принимали в качестве естественной неизбежности. Отсутствие страха перед смертью у людей Раннего Средневековья Арьес объясняет тем, что, по их представлениям, умерших не ожидали суд и возмездие за прожитую жизнь, и они погружались в своего рода сон, который будет длиться «до конца времён», до второго пришествия Христа, после чего все, кроме наиболее тяжких грешников, пробудятся и войдут в царствие небесное.
Второй этап («смерть своя») утверждается интеллектуальной элитой в период между XI и XIII вв. на основе идеи Страшного суда. Представление о суде над родом человеческим сменяется новым представлением — о суде индивидуальном, который происходит в момент кончины человека. В своей смерти человек индивидуализируется, собственная идентичность берёт верх над подчинением коллективной судьбе. Этот этап является результатом трансформации человеческой судьбы в сторону её индивидуализации.
Третий этап эволюции восприятия смерти (эпоха Просвещения) — «смерть далекая и близкая». Он характеризуется, по Арьесу, крахом механизмов защиты от природы. И к сексу, и к смерти возвращается их дикая, неукрощенная, не смиренная ритуалами сущность. Символом этой эпохи для учёного становится маркиз де Сад.
Четвёртый этап многовековой эволюции в переживании смерти — «смерть твоя» (эпоха романтизма). Комплекс трагических эмоций, вызываемый уходом из жизни любимого человека или друга, на взгляд Арьеса, новое явление, связанное с укреплением эмоциональных уз внутри семьи и вообще между людьми. С ослаблением веры в загробные кары меняется отношение к смерти; её ждут как момента воссоединения с любимым существом, ранее ушедшим из жизни. Кончина близкого человека представляется более тягостной утратой, нежели собственная смерть. Романтизм способствует превращению страха смерти в чувство прекрасного.
Пятый этап, названный Арьесом «смерть перевёрнутая», характерен для XX века, когда общество вытесняет смерть из коллективного сознания, ведёт себя так, как будто её не существует, как будто вообще никто не умирает.
Арьес задавался вопросом, почему менялось отношение к смерти. По его мнению, восприятие смерти европейцами определяли четыре параметра:
- индивидуальное самосознание;
- защитные механизмы против неконтролируемых сил природы, постоянно угрожающих социальному порядку (наиболее опасные силы — секс и смерть);
- вера в загробное существование;
- вера в тесную связь между злом и грехом, страданием и смертью, образующая базис мифа о «падении» человека.

Эти «переменные» вступают между собой в различные сочетания, сложно меняющиеся в ходе истории.

## Список работ
- Les Traditions sociales dans les pays de France, Éditions de la Nouvelle France, 1943.
- Histoire des populations françaises et de leurs attitudes devant la vie depuis le XVIIIe, Self, 1948.
- Attitudes devant la vie et devant la mort du XVIIe au XIXe, quelques aspects de leurs variations, INED, 1949.
- Sur les origines de la contraception en France, extrait de Population. No 3, juillet-septembre 1953, pp 465—472.
- Le Temps de l’histoire, Éditions du Rocher, 1954.
- Deux contributions à l’histoire des pratiques contraceptives, extrait de Population. N ̊ 4, octobre-décembre 1954, pp 683—698.
- L’Enfant et la vie familiale sous l’Ancien Régime, Plon, 1960.
- Essais sur l’histoire de la mort en Occident : du Moyen Âge à nos jours, Seuil, 1975.
- L’Homme devant la mort, Seuil, 1977.
- Un historien du dimanche (en collaboration avec Michel Winock), Seuil, 1980.
- Images de l’homme devant la mort, Seuil, 1983.
- Histoire de la vie privée, (dir. avec Georges Duby), 5 tomes: I. De l’Empire romain à l’an mil; II. De l’Europe féodale à la Renaissance; III. De la Renaissance aux Lumières; IV. De la Révolution à la Grande guerre; V. De la Première Guerre mondiale à nos jours, Seuil, 1985-1986-1987.
- Essais de mémoire : 1943—1983, Seuil, 1993.
- Le présent quotidien, 1955—1966 (Recueil de textes parus dans La Nation française entre 1955 et 1966), Seuil, 1997.
- Histoire de la vie privée, (dir. avec Georges Duby), le Grand livre du mois, 2001.

### Изданные на русском языке
- Арьес Ф. Человек перед лицом смерти. М.: Прогресс — Прогресс-Академия, 1992.
- Арьес Ф. Ребёнок и семейная жизнь при Старом порядке. Екатеринбург: Изд-во Уральского университета, 1999.
- Арьес Ф. Время истории. М.: ОГИ, 2011.
- Арьес Ф. Размышления над историей гомосексуальности
- Арьес Ф. Человек перед лицом смерти. Тюмень: ИП Сайфуллин Т.А., 2021[6].